# Kirche des Universitätsspitals Zürich

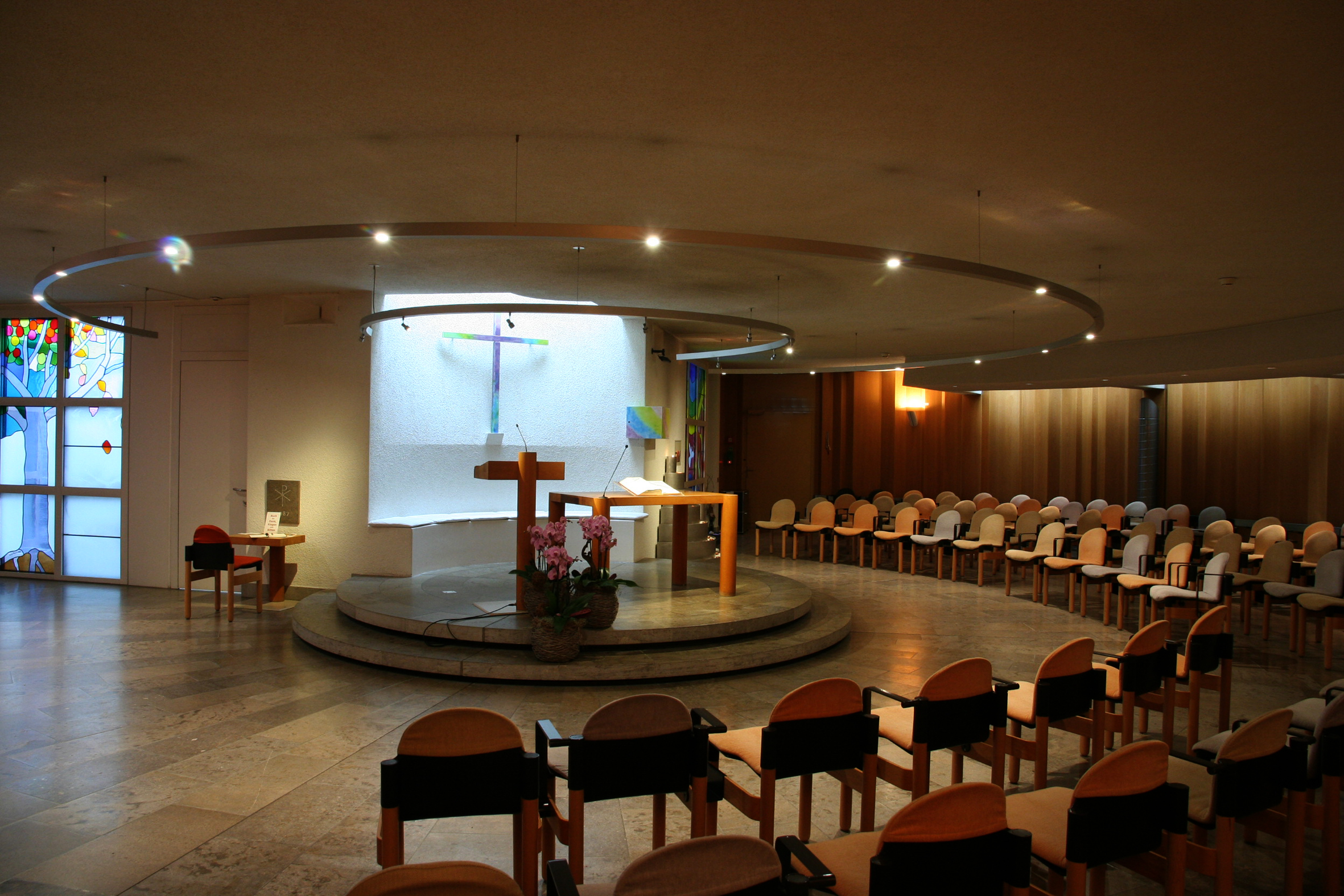
Kirche des Unispitals Zürich von 1988, Innenansicht

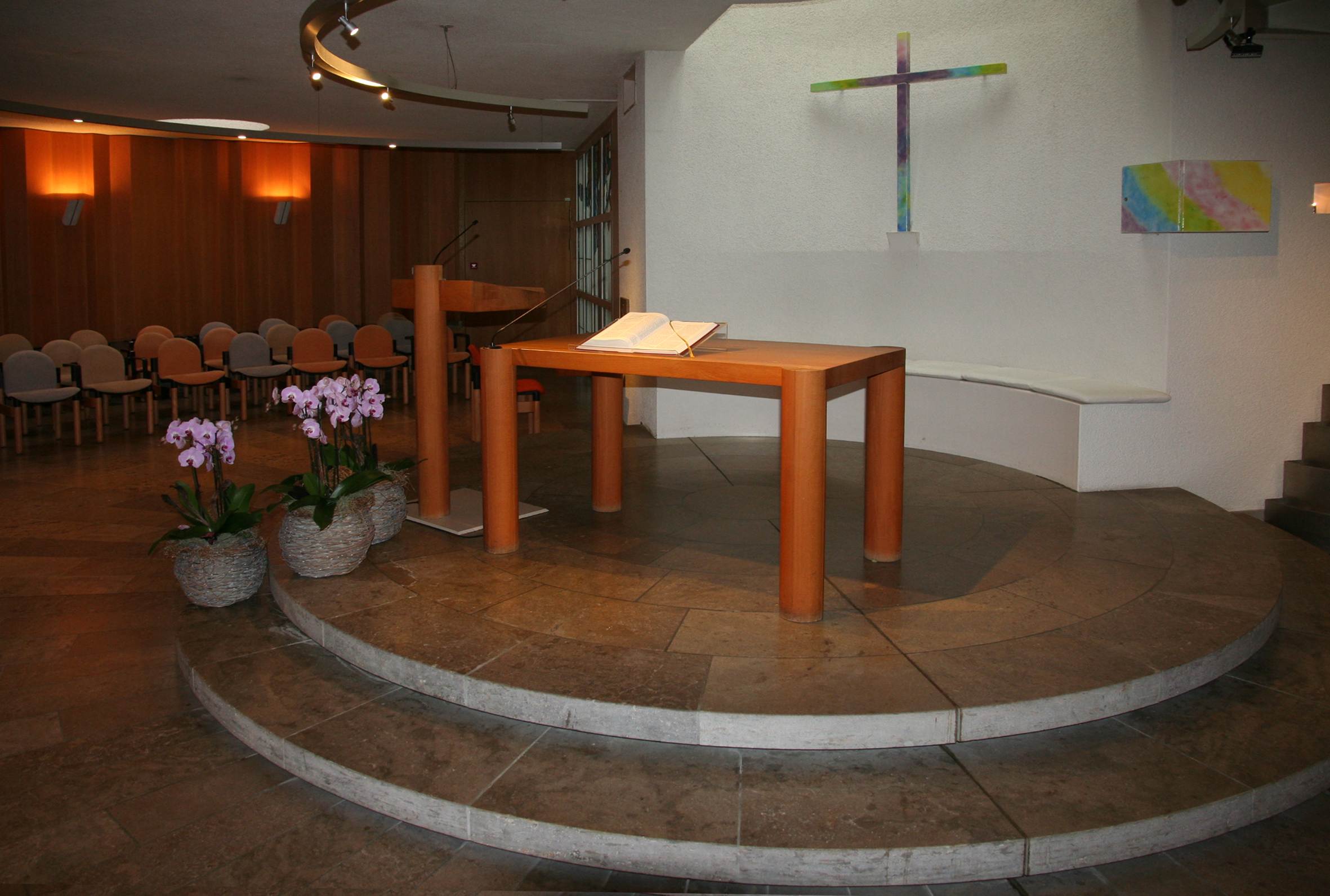
Altarraum

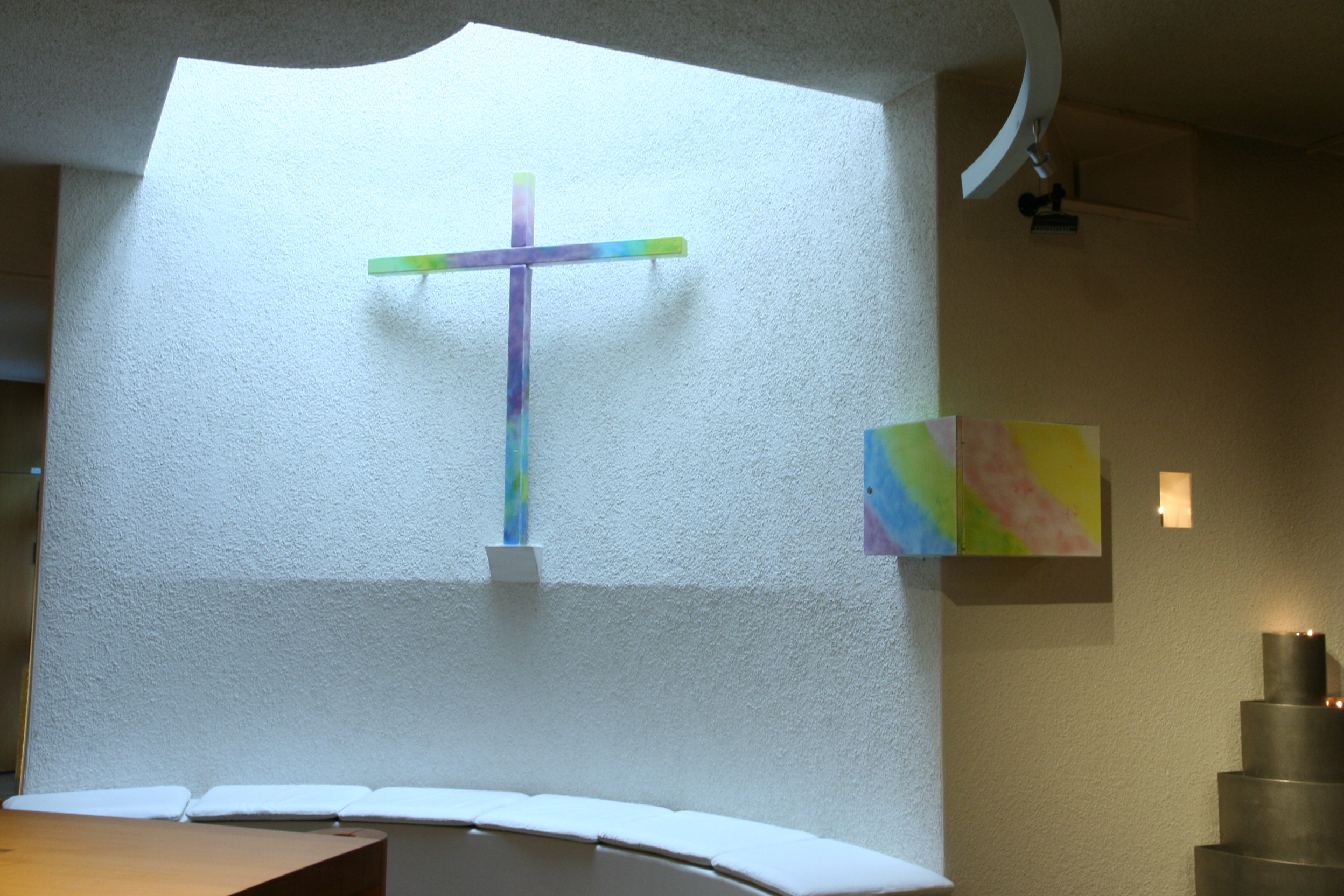
Kreuz und Tabernakel von Max Rüedi

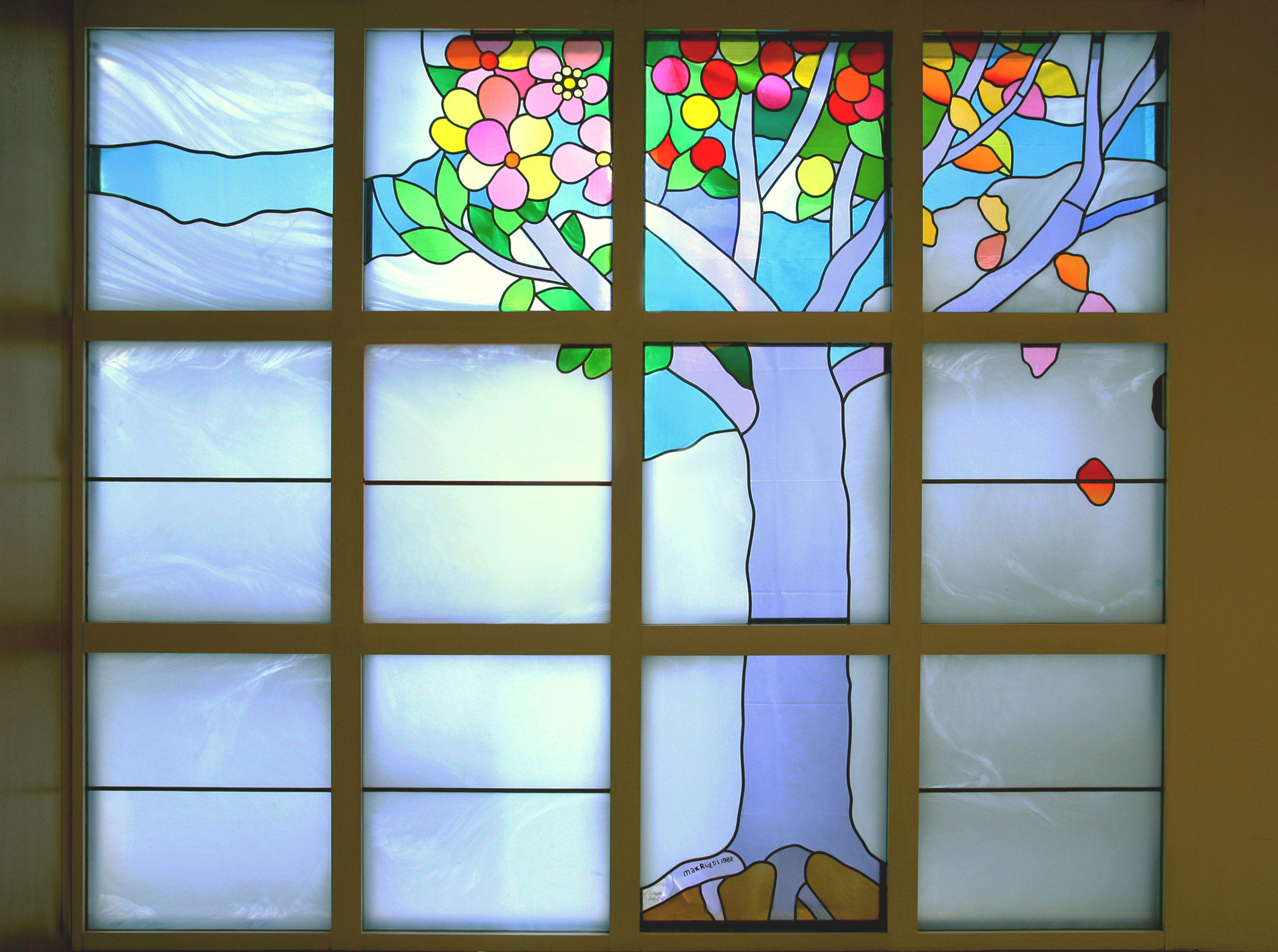
Glasfenster Vierjahreszeitenbaum von Max Rüedi

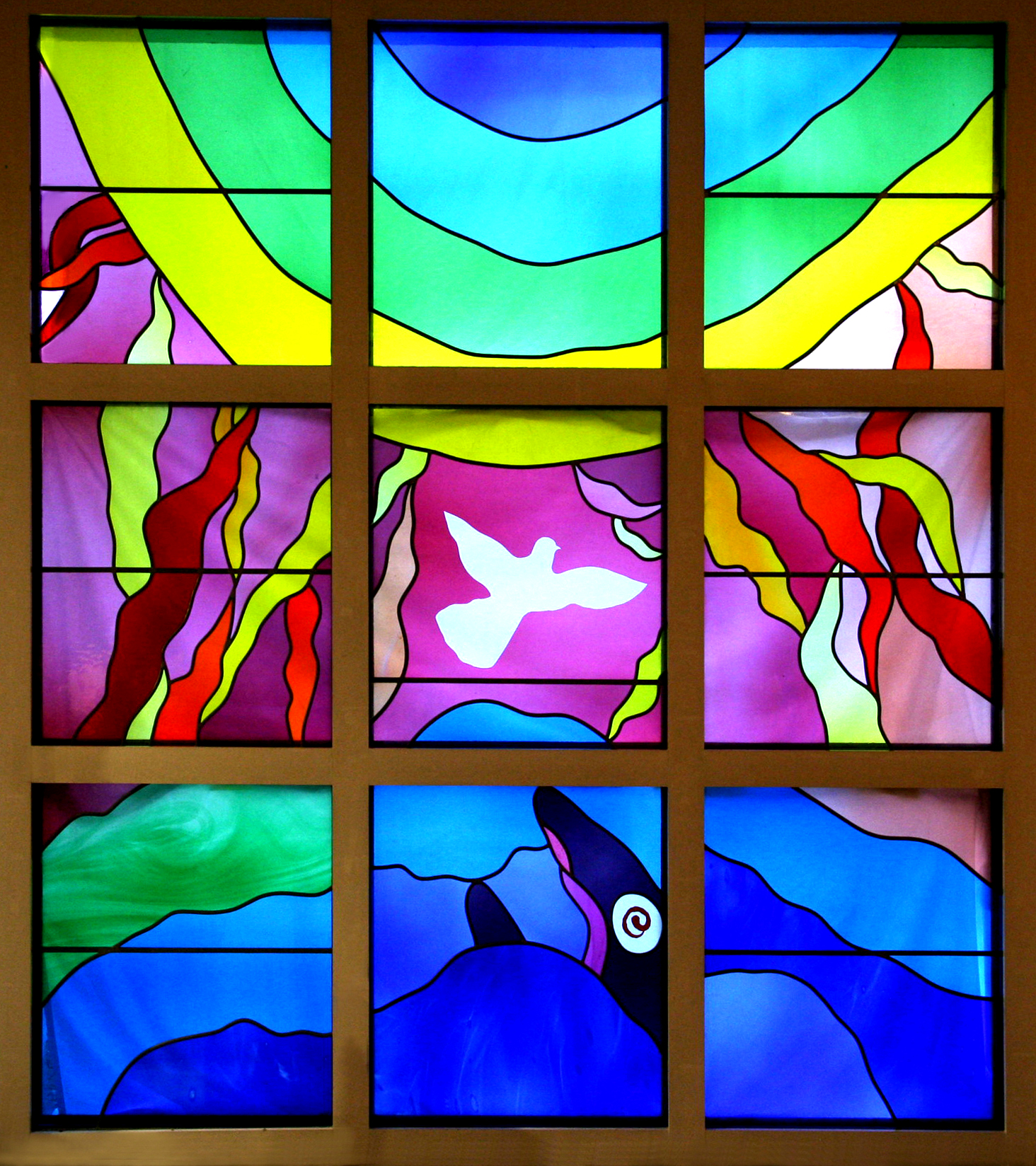
Glasfenster mit Fisch und dunkler Sonne von Max Rüedi

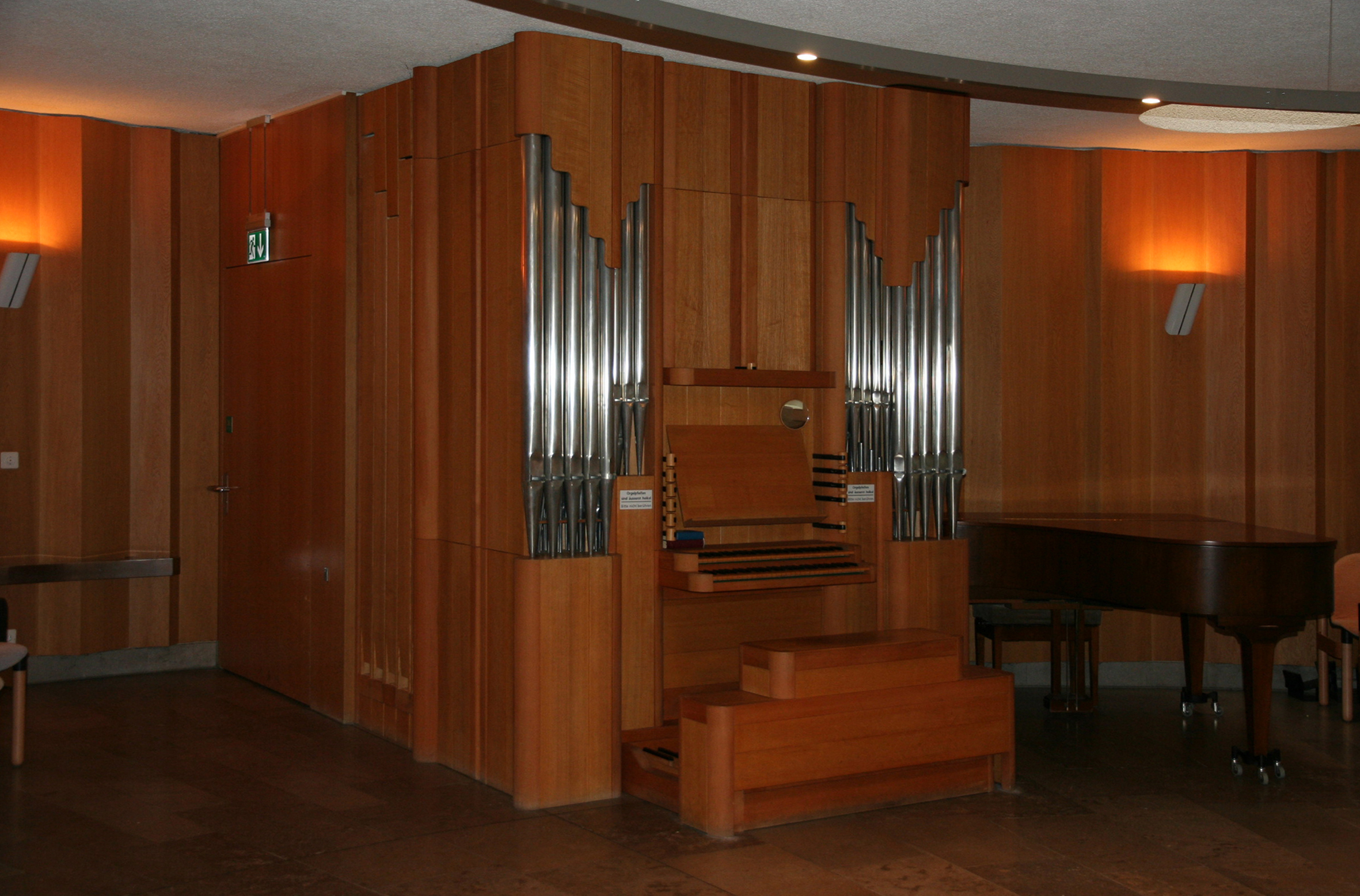
Orgel von Thomas Itten, 1988

Die Kirche des Universitätsspitals Zürich befindet sich im Universitätsspital an der Rämistrasse 100 in einem als Gelenk bezeichneten Verbindungstrakt im Geschoss U. 

## Entstehungs- und Baugeschichte
Das Zürcher Universitätsspital ist eines der grössten Krankenhäuser der Schweiz und vereint 40 Kliniken und Institute unter einem Dach. Um der Seelsorge in diesem Spital genug Raum zu geben, beschloss der Regierungsrat des Kantons Zürich in Zusammenarbeit mit der reformierten und der katholischen Landeskirche im Jahr 1986, eine Spitalkirche zu errichten, welche als Raum der Stille und Raum der Besinnung für Patienten, deren Angehörige und das Personal, für Gottesdienste beider Konfessionen und weitere Veranstaltungen, die der Bestimmung des Raumes entsprechen müssen, dienen soll.
Die Spitalkirche wurde zu 55 % von der reformierten und der katholischen Landeskirche und zu 45 % vom Kanton Zürich finanziert und wird von den beiden Landeskirchen im Einvernehmen mit der Spitalleitung betrieben. Die Kosten für den Betrieb und Unterhalt der Kirche und jene der Seelsorge werden von den beiden Landeskirchen je zur Hälfte getragen.
Bis zum Zeitpunkt des Baus der Spitalkirche hatten unterschiedliche Räume für die Seelsorge und für Gottesdienste zur Verfügung gestanden, die allerdings aufgrund der Platznot im Spital immer wieder verlegt werden mussten. Durch das Einrichten der Spitalkirche samt Nebenräumen konnte in der über hundertjährigen Geschichte des Universitätsspitals der Klinikseelsorge im Jahr 1988 erstmals ein eigenes, zentral gelegenes Zentrum zur Verfügung gestellt werden.
Die Kirche des Universitätsspitals befindet sich in einem als Gelenk bezeichneten Gebäudeteil des Universitätsspitals Zürich, die in den Jahren 1948–1951 erstellten Gebäudeteile der Architekten Haefeli, Moser, Steiger und Fietz verbindet. In den Jahren 1986–1988 wurde beim Bau des Verbindungstraktes Gelenk durch die Architekten Hertig, Hertig und Schoch auch ein Seelsorgezentrum mit Spitalkirche dazu gebaut. Im September 1987 geschah die Grundsteinlegung für die Kirche. Am Wochenende vom 28. bis 30. Oktober 1988 wurden die neuen Gelenk-Bauten samt Spitalkirche ihrer Bestimmung übergeben. Die Einweihung der Spitalkirche fand im Rahmen eines ökumenischen Gottesdienstes statt.

## Baubeschreibung

### Lage und Äusseres
Das Universitätsspital Zürich befindet sich an der Rämistrasse 100 inmitten der Stadt Zürich, gegenüber von ETH und Universität. Zwischen Bettenhaus Ost, Bettenhaus West und Aufnahmetrakt liegt der als Gelenk bezeichnete zentrale Verbindungstrakt der erwähnten Gebäude. Von aussen ist die Grösse des 8-geschossigen Trakts kaum sichtbar, da er in den Untergrund des Areals hineinversenkt und das Dach begrünt wurde. Die Kirche des Universitätsspitals befindet sich im Geschoss U neben der Cafeteria und verfügt neben dem eigentlichen Kirchenraum über Nebenräume, die als Sakristei und als Besprechungszimmer für die Seelsorge dienen.

### Innenraum und künstlerische Ausstattung
Die Spitalkirche ist ein Rundbau und bietet 150 Personen Platz. Der Zürcher Künstler Max Rüedi schuf die künstlerische Ausstattung: Kreuz und Tabernakel als Emailarbeiten sowie zwei Glasfenster stammen aus seiner Hand. Der Altar und der Ambo aus Holz wurden vom Orgelbauer Thomas Itten (Sulz/Laufenburg) gestaltet und nehmen in ihrer Gestaltung die Formgebung des Orgelgehäuses auf.

#### Fenster
Im linken Glasfenster findet sich ein Vierjahreszeitenbaum, der das Zyklische des Werdens und Vergehens im Symbol des Baumes zeigt. Der Baum bringt von links nach rechts gesehen in den vier Jahreszeiten Blätter, Blüten und Früchte hervor und verliert sie wieder. Er ist fest im Boden verwurzelt und erhält von hier aus seine Lebenskraft.
Das rechte Glasfenster zeigt zwei christliche Motive: die Erlösung und die Befreiung. Fisch und Wasser sind Zeichen für existenzielle Not, Einengung und Sterbenmüssen. Die Erlösung wird durch einen Vogel und eine dunkle, geheimnisvolle Sonne dargestellt.
Die Farben der beiden Fenster werden im Email des Tabernakels und des Kreuzes aufgenommen. Die dunkle Sonne findet ihre Entsprechung in der Mitte des Kreuzes, das zwar transparent und hell scheint, das Geheimnis des Kreuzes aber nicht auslässt.

#### Orgel
Die Orgel in der Kirche des Universitätsspitals wurde von Thomas Itten Orgelbau, Sulz/Laufenburg, im Jahr 1988 erbaut. Der Spieltisch mit zwei Manualen und Pedal ist in der Orgelfront eingebaut. Die Manualklaviaturen und die Pedalklaviatur haben Untertasten aus hellem Buchsbaum und Obertasten aus schwarzem Grenadill. Die Koppeln werden durch Tritthebel eingeschaltet. Die Windladen sind aus Eichenholz gefertigt. Das Werk des I. Manuals ist auf zwei Laden seitlich des Spieltisches, jenes des II. Manuals als schwellbares Brustwerk mit einer Lade über dem Spieltisch angeordnet. Die Pedallade liegt im Untergehäuse, die 16′-Pfeifen stehen hinter der Orgel. Das Gehäuse nimmt im Grundriss die Gestalt der Spitalkirche als Viertelkreissegment auf.
Disposition:
| I Manual C–g3 |    |
| Rohrflöte     | 8′ |
| Gamba (ab c0) | 8′ |
| Prinzipal     | 4′ |
| Flöte         | 2′ |
| Mixtur III    | 1′ |
| Tremulant     |    |

| II Manual (schwellbar) C–g3 |      |
| Gedackt                     | 8′   |
| Blockflöte                  | 4′   |
| Larigot                     | 1/3′ |
| Tremulant                   |      |

| Pedal C–f1 |     |
| Subbass    | 16′ |

- Koppeln:  II/I, I/P, II/P
- Schiebeschweller von Hand bedienbar